# Xerolenta depulsa
Xerolenta depulsa е вид охлюв от семейство Hygromiidae. Видът е почти застрашен от изчезване.

## Разпространение
Разпространен е в България.

## Описание
Популацията на вида е стабилна.